# Velodona togata
Velodona togata är en bläckfiskart som beskrevs av Carl Chun 1915. Velodona togata ingår i släktet Velodona och familjen Octopodidae.

## Underarter
Arten delas in i följande underarter:
- V. t. capensis
- V. t. togata